# Orszada

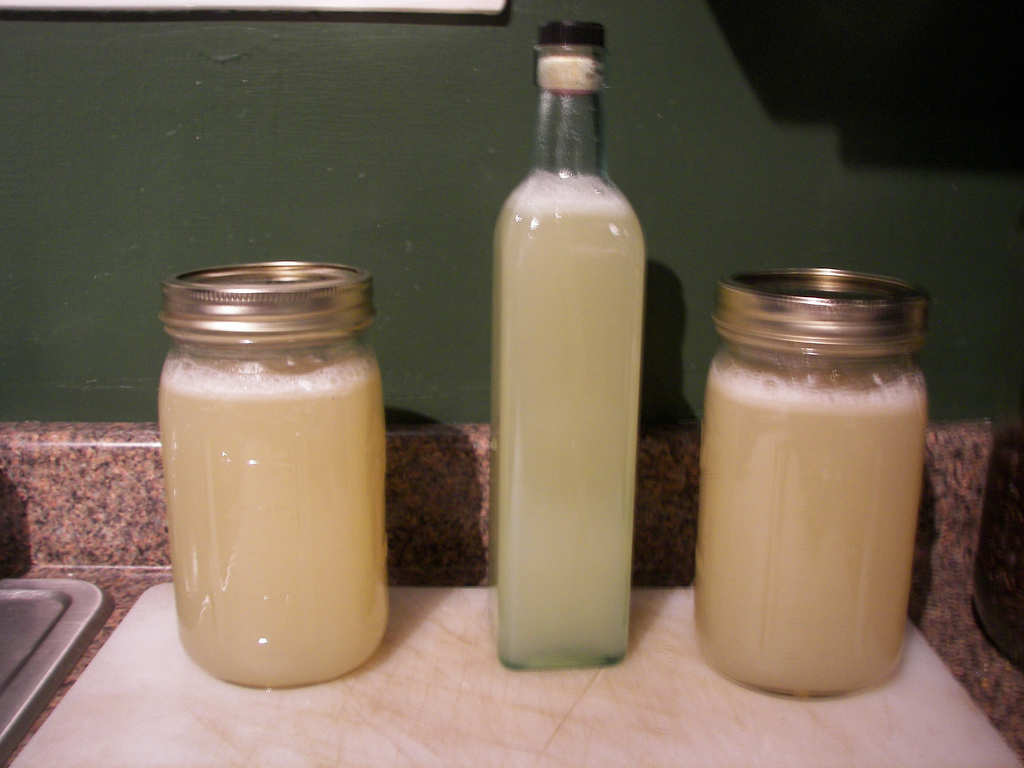
Syrop orszadowy domowego wyrobu

Orszada, syrop orszadowy (z fr. orgeade od orge, jęczmień) – słodki napój chłodzący sporządzany zazwyczaj z migdałów, cukru i wody (różanej, pomarańczowej) lub mleka.
Wytwarzany był pierwotnie z mieszanki jęczmienia i migdałów. Ma wyraźny, migdałowy smak i jest składnikiem wielu koktajli, jednym z szerzej znanych jest Mai Tai.
Napój nazywany też mleczkiem migdałowym podawano na ogół w zamożniejszych domach podczas okazalszych przyjęć, balów bądź spotkań towarzyskich. Był stosunkowo drogi (egzotyczne produkty) i pracochłonny (ucieranie migdałów na masę), dość wcześnie więc w Europie wyszedł z mody, zastąpiony przez inne napoje orzeźwiające.

## Pochodzenie nazwy
Słowo to wywodzi się z łacińskiego hordeata („zrobiony z jęczmienia”; francuskie orge to jęczmień). Podobną etymologię ma hiszpańska horchata (orxata), współczesny napój ma jednak niewiele wspólnego z pradawnym wyrobem.

## Podobne napoje
- W Tunezji nazywa się rozata i jest zwykle podawany schłodzony podczas wesel i imprez zaręczynowych jako symbol radości i czystości z powodu białego koloru i świeżego (lekko kwiatowego) smaku. Występuje w wielu różnych odmianach, takich jak: tradycyjne migdały, banany, mango, pistacje i wiele innych.
- W Surinamie podaje się napój o nazwie orgeade, który jest podobny do syropu orszadowego, ale jego jedynymi składnikami są cukier i migdały.
- Włoska odmiana to syrop o nazwie orzata, oparty na żywicy (styraks); zawiera niewielką ilość migdałowej goryczki.
- Na Malcie podobny jest napój ruġġata wytwarzany z migdałów, wanilli, niekiedy z dodatkiem cynamonu i goździków[4].
- Na greckiej wyspie Nisiros podobny napój znany jako sumada (gr. σουμάδα), ma długą tradycję sięgającą czasów rzymskich. Jako egzotyczny przysmak został podarowany przez króla Piotra I Cypryjskiego królowi Kazimierzowi Wielkiemu podczas uczty u Wierzynka[5].